# Шюнеман, Георг
Георг Шюнеман (нем. Georg Schünemann; 13 марта 1884, Берлин — 2 января 1945, Берлин) — немецкий музыковед
 и музыкальный педагог.

## Биография
В 1907 году защитил докторскую диссертацию «История дирижирования». С 1920 года — профессор Берлинской Высшей школы музыки, затем заместитель её директора по музыковедческим курсам и наконец в 1932—1933 годах — директор. Был одним из ближайших сподвижников Лео Кестенберга в подготовке всеобщей реформы германского музыкального образования.
С приходом к власти нацистов Шюнеман вступил в марте 1933 года в НСДАП, однако всё же был отстранён от руководства консерваторией. Некоторое время он руководил Государственным обществом музыкальных инструментов, заведовал музыкальным отделом Государственной библиотеки Пруссии, был соредактором журнала Archiv für Musikforschung, затем был заместителем председателя Имперской службы музыкальных представлений (нем. Reichsstelle für Musikbearbeitungen) в составе министерства народного просвещения и пропаганды — организации, осуществлявшей контроль над репертуаром оперных театров и концертных залов. В 1940 году выпустил новый, «деюдифицированный» перевод «Свадьбы Фигаро» Вольфганга Амадея Моцарта и книгу «История клавирной музыки» (нем. Geschichte der Klaviermusik).